# Février 1962

## Événements
- 3 février : premier voyage transatlantique du France.
- 5 février, France : Charles de Gaulle, président de la République, appelle à l'indépendance de l'Algérie.
- 7 février
  - Allemagne : une explosion dans une mine de charbon fait 299 morts à Völklingen en Sarre.
  - Cuba : embargo des États-Unis contre Cuba.
- 8 février, France : manifestation contre l’OAS à la Bastille à l’appel des syndicats, du PSU et du PCF, malgré l’interdiction du gouvernement. La répression policière est violente, notamment au métro Charonne où huit personnes sont tuées, entassées dans une bouche de métro après y avoir été refoulées par la police.
- 9 février - 7 mars[1] : l’Espagne pose sa candidature à la CEE.
- 13 février :
  - Cambodge : Nhiek Tioulong est nommé Premier ministre.
  - France : immense manifestation pour l'enterrement au cimetière du Père-Lachaise des victimes de la répression au métro Charonne, qui réunit 500 000 Parisiens.
- 14 février, Cuba :  exclusion de Cuba de l'OEA.
- 15 février, Finlande : réélection de Urho Kekkonen à la présidence.
- 16 février, Allemagne : crue catastrophique de l'Elbe qui entraîne la mort de 300 personnes ; elle est causée par une tempête qui empêcha le fleuve de s'écouler normalement pendant deux jours. Le niveau de l'eau dans le port de Hambourg s'éleva de 4,3 mètres[2]
- 20 février, États-Unis : première mission orbitale des États-Unis réussie par John Glenn dans le cadre du Programme Mercury de la NASA
- 21 février, Italie : Amintore Fanfani forme un nouveau gouvernement en Italie excluant libéraux et démocrates-chrétiens de droite et qui repose sur l’aile gauche de la DC, le PRI et le PSDI. Le PSI manifeste une abstention favorable et participe au programme du centre-gauche qui prévoit l’institution des quatorze gouvernement régionaux prévus par la Constitution, un programme de développement de l’école, l’abolition du métayage, l’adéquation entre développement économique, justice sociale et harmonisation urbaine, la nationalisation des industries électriques et le maintien de l’Italie dans l’OTAN.
- 21 février, Viêt Nam : deux avions de chasse nord-vietnamiens bombardent le palais présidentiel à Saigon. Pas de victimes.
- 23 février, Europe : 12 pays européens s'associent au sein de l'ELDO " Organisation Européenne pour la mise au point et la construction des lanceurs  = ELDO ".

## Naissances
- 1er février : Anna Kanakis, actrice italienne († 20 novembre 2023).
- 2 février : Michael T. Weiss, peintre et acteur américain.
- 4 février : 
  - Jacqueline Lorains, actrice française de films pornographiques.
  - Christopher Buchholz, acteur et réalisateur allemand.
  - Clint Black, chanteur-compositeur américain de musique country, producteur, multi-instrumentiste et acteur.
  - Michael Riley, acteur canadien
- 6 février : Axl Rose, chanteur américain du groupe Guns n' Roses.
- 7 février : Romuald Hazoumè, artiste béninois.
- 12 février : Corinne Benizio, humoriste et actrice française.
- 13 février : Aníbal Acevedo Vilá, personnalité politique Portoricaine.
- 14 février : Gennaro Cannavacciuolo, acteur italien († 24 mai 2022).
- 15 février : Milo Đukanović, homme politique monténégrin.
- 16 février : Lars Knudsen, cryptologue danois.
- 18 février : 
  - Marianne James, chanteuse et comédienne française.
  - Michel Sorbach, acteur néerlandais.
- 22 février : Alexander Bisenz, peintre autrichien († 15 mai 2021).

## Décès
- 5 février : 
  - Gaetano Cicognani, cardinal italien de la curie romaine (° 26 novembre 1881).
  - Jacques Ibert, compositeur français (° 1890).
- 6 février : Jacques Ibert, compositeur français (° 1890).
- 10 février : Władysław Broniewski, poète polonais (° 17 décembre 1897).
- 17 février : Joseph Kearns, acteur américain (° 12 février 1907).
- 27 février : Albéric Collin, sculpteur belge (° 6 avril 1886).